# Макушева Світлана Павлівна
Світлана Павлівна Макушева (Чернявська) ; (14 серпня 1926, с. Мотина Балка, Софіївський район, Дніпропетровська область, Українська РСР, СРСР — 22 жовтня 2016, м. Севастополь) — радянський лінгвіст, доцент кафедри іноземних мов Чорноморського вищого військово-морського училища імені П. С. Нахімова, кандидат філологічних наук.
Дочка полку — з 14 років брала участь у німецько-радянській війні, авторка книг спогадів «Фронтовий твір» (2014).

## Біографія
Народилася 1926 року в сім'ї Павла Митрофановича Чернявського та Олександри Іванівни Чернявської (Букреєвої). 1933 року пішла до школи. З 14-річного віку в період з 1941 по 1944 роки працювала діловодом у складі Політвідділу 4-тої Повітряної Армії .
Після війни закінчила підготовчі курси та одразу ж вступила до Львівського ордена Леніна державного університету ім. І. Франка, який закінчила у 1950 році. Потім закінчила аспірантуру, захистила кандидатську дисертацію.
Надалі викладала англійську мову у Львівському університеті. У 1969 році перебувала на курсах підвищення кваліфікації в університеті Мічігану в США (Eastern Michigan University). Результатом навчання було створення дослідницької роботи «Досвід тестування іноземними мовами в університетах США», надрукованої в «Інформаційному центрі вищої школи» (Москва, 1971).
З 1972 року — старший викладач кафедри іноземних мов ЧВВМУ ім. Нахімова у м. Севастополі. З 1992 року — начальник кафедри іноземних мов Чорноморського вищого військово-морського училища імені П. С. Нахімова, а з 2009 року академія ВМС України імені П. С. Нахімова. Протягом 15 років керувала секцією літератури та мистецтва товариства «Знання» міста героя Севастополя. Читала лекцій на кораблях та підводних човнах Чорноморського фронту.
Обличчя імператриці пам'ятника Катерині II, відкритого в Севастополі 5 червня 2008 року, скульптор Станіслав Олександрович Чиж витворив із натури своєї землячки Світлани Павлівни Макушевої, яку він дуже поважав і завжди захоплювався її правильними рисами обличчя.

## Праці
Авторка підручників, монографій, статей у галузі літературознавства, філології, посібників з вивчення іноземних мов у військово-морських навчальних закладах.
Автор посібника «Англійська літературознавча термінологія: Посібник для студентів пед. ін-тів та філолог. факультетів унів.» (у співавт. з С. Я. Мосткова, Л. А. Смикалова, С. П. Чернявська. — Ленінград: Просвітництво, 1967. — 109 с.).
2014 року було видано спогади Світлани Чернявської-Макушевої про військове дитинство — «Фронтовий твір».

## Нагороди
- Орден Великої Вітчизняної війни ІІ ступеня, медалі;
- Знак «За чудові успіхи у роботі. Вища школа СРСР»;
- Грамота Президії Верховної Ради Української РСР.
- Відзнака Міністерства оборони України — медаль «За сприяння Збройним Силам України».